# Jordan Clarkson
Jordan Taylor Clarkson, filipinsko-ameriški košarkar, * 7. junij 1992, Tampa, Florida, Združene države Amerike.
Poklicno igra za Utah Jazz v Nacionalne košarkarske zveze (NBA). Pred igranjem za Jazz je Clarkson igral dve sezoni univerzitetne košarke za Tulso, nato pa prestopil v Missouri, kjer si je prislužil čast za drugo moštvo na vseh konferencah v jugovzhodni konferenci (SEC). Leta 2014 je opustil zadnji letnik na kolidžu, da bi se prijavil na nabor NBA, kjer so ga Washington Wizards izbrali v drugem krogu z 46. mestom, nato pa ga takoj zamenjali za Los Angeles Lakers. Clarkson je bil imenovan v prvo ekipo novincev lige NBA. Leta 2018 je bil zamenjan za Cavaliers, decembra 2019 pa za Jazz. Dne 24. marca 2015 je skupaj z Jeremyjem Linom postal prvi azijsko-ameriški začetni igralec v zgodovini lige NBA. Leta 2021 je bil Clarkson razglašen za šestega igralca leta v ligi NBA.

## Zgodnje življenje in srednješolska kariera
Clarkson se je rodil v Tampi na Floridi Afroameričanu Miku Clarksonu in filipinski Američanki Annette Tullao Davis. Davisova mati, Marcelina Tullao Kingsolver, je bila iz Bacolorja, Pampanga, Filipini.  Oba njegova starša sta služila v vojaškem letalstvu Združenih držav in sta se ločila, ko je bil Clarkson mlad, Clarksonov oče pa se je kasneje ponovno poročil z Janie Clarkson. Pri šestih letih se je preselil v San Antonio v Teksasu.
Obiskoval je srednjo šolo Karen Wagner v San Antoniu. Kot dijak drugega letnika je dosegal povprečno 10 točk na tekmo in mu je bila podeljena častna omemba v vseh distriktih. Kot mladenič je povprečno dosegal 20 točk, izvedel šest skokov in naredil štiri podaje na tekmo, kar je pripomoglo k postavitvi rekorda njegove ekipe na 32–8 ter doseganju državnega polfinala v razredu 5A.
Na dan 11. novembra 2009 je Clarkson podpisal nacionalno pismo o nameri za sodelovanje v univerzitetni košarkarski ekipi na Univerzi v Tulsu.
Že starejši je v povprečju dosegel 18,9 točke, 6,1 skoka, 3,4 asistence in 2,1 ukradene žoge, kar je pripomoglo k zgodovinskemu dosežku njegove ekipe s rekordom 38–2, a so na koncu izpadli v polfinalu državnega prvenstva. Poleg tega je bil imenovan za igralca leta na srednji šoli San Antonio.

## Fakultetna kariera

### Tulsa
V njegovi novi sezoni v Tulsi je bil Clarkson v letu 2011 imenovan v ekipo za vse novince konference ZDA, potem ko je bil štirikrat imenovan za novinca tedna v letih 2010–11. Na 27 tekmah, kjer je začel devetkrat, je povprečno dosegal 11,5 točke, 2,1 skoka in 1,9 podaje v 24,9 minutah na tekmo.
V njegovi drugi sezoni je bil imenovan v prvo ekipo All-Conference USA in ekipo NABC All-District 11. Na 31 tekmah (vse začetne postave) je v povprečju dosegal 16,5 točke, 3,9 skoka in 2,5 podaje v 33,9 minutah na tekmo.

### Missouri
Maja 2012 je Clarkson prestopil v Missouri in nato prekinil sezono 2012–13 zaradi pravil o prestopih NCAA.
V mladinski sezoni z rdečim dresom je bil leta 2014 imenovan v drugo ekipo All-SEC. Januarja 2014 je bil prav tako uvrščen na seznam najboljših 25 igralcev za nagrado Wooden Award Midseason in prejel tri nagrade za igralca tedna jugovzhodne konference. Na 35 tekmah (vse starte) je povprečno dosegal 17,5 točk, 3,8 skoka, 3,4 podaje in 1,1 ukradene žoge v 35,1 minutah na tekmo.
Na dan 31. marca 2014 se je Clarkson prijavil za sodelovanje v naboru NBA, s tem pa je opustil svoje zadnje leto študija.

## Poklicna kariera

### Los Angeles Lakers (2014–2018)
Dne 26. junija 2014 je bil Clarkson izbran kot 46. na naboru lige NBA 2014 s strani Washington Wizards. Nato je bil na noči nabora zamenjan za denarno nadomestilo v Los Angeles Lakers in se pridružil ekipi za poletno ligo NBA 2014. Dne 25. avgusta 2014 je podpisal pogodbo z Lakersi. Med svojo prvo sezono je prejel več nalog za razvojno ekipo Los Angeles D-Fenders v ligi NBA, in večino prve polovice sezone ni igral za Lakers. Kljub temu je na koncu za Lakerse odigral 38 iger, večinoma kot čuvaj točk, in kot začetnik v povprečju dosegal 15,8 točke, 5,0 podaje in 4,2 skoka. Dne 24. marca 2015 je dosegel najboljšo igro sezone s 30 točkami in 7 podajami ob porazu proti Oklahoma City Thunder. Začela sta skupaj z Jeremyjem Linom in postala prva azijsko-ameriška začetnica v zadnjem polju v zgodovini lige. Dne 30. marca in 1. aprila je Clarkson zabeležil zaporedne dvojne dvojčke. Za sezono je bil imenovan v prvo ekipo novincev lige NBA. V predhodnih 30 letih so bili samo štirje drugi izbori drugega kroga, ki so bili imenovani v prvo ekipo. Clarkson je, potem ko se je pridružil Lakersom, zaradi svoje filipinske dediščine in obstoječe baze oboževalcev ekipe NBA v državi pridobil ogromno privržencev na Filipinih.
Na dan 3. novembra 2015 je Clarkson dosegel rekordnih 30 točk v svoji karieri, čeprav je bil poražen proti Denver Nuggets s 120–109. 12. februarja 2016 je sodeloval v ekipi ZDA na tekmovanju Rising Stars Challenge, kjer je v zmagi proti ekipi World dosegel 25 točk, 5 skokov, 5 podaj in 4 ukradene žoge.
Na 7. julija 2016 je Clarkson ponovno podpisal štiriletno pogodbo z Lakersi, vredno 50 milijonov dolarjev.  Na odprtju sezone Lakersov 26. oktobra 2016 je Clarkson s klopi dosegel rekord ekipe s 25 točkami pri zmagi s 120–114 nad Houston Rockets. 15. novembra 2016 je zabeležil pet ukradenih žog v karieri pri zmagi s 125–118 nad Brooklyn Nets. 12. marca 2017 je dosegel rekord kariere s 30 točkami s klopi v porazu s 118–116 proti Philadelphia 76ers. 24. marca 2017 je dosegel rekord v karieri 35 točk in osem trojk pri zmagi s 130–119 po podaljšku nad Minnesota Timberwolves.
Na dan 13. novembra 2017 je Clarkson dosegel rekord sezone z 25 točkami v 26 minutah, igrajoč s klopi pri zmagovalnem rezultatu 100:93 proti Phoenix Suns. Nato je 19. januarja 2018 postavil nov rekord v sezoni z 33 točkami v zmagi 99–86 proti Indiana Pacers.

### Cleveland Cavaliers (2018–2019)
Že 8. februarja 2018 je bil Clarkson zamenjan skupaj z Larryjem Nanceom Jr. in to v korist Cleveland Cavaliers, in sicer za Isaiaha Thomasa, Channinga Fryeja ter izbranca prvega kroga nabora 2018. V svojem prvem nastopu za Cavaliers, ki se je zgodil tri dni kasneje, je Clarkson dosegel 17 točk pri zmagi s 121:99 nad Boston Celtics. Cavaliers so nato napredovali do finala lige NBA 2018, vendar so jih v štirih tekmah premagali Golden State Warriors.
Dne 12. decembra 2018 je Clarkson prispeval 28 točk pri zmagovalnem rezultatu 113–106 nad New York Knicks. 13. februarja 2019 pa je dosegel svoj karierni rekord s 42 točkami v porazu s 148–139 po trojnem podaljšku proti Brooklyn Nets.

### Utah Jazz (2019–danes)
Na dan 24. decembra 2019 je bil Clarkson zamenjan za Utah Jazz v zameno za Danteja Exuma in dva prihodnja izbora drugega kroga nabora. 30. januarja 2020 je na tekmi proti Denver Nuggets, ki se je končala z rezultatom 100–106 v korist Denver Nuggets, dosegel rekord sezone s 37 točkami.
Na 21. novembra 2020 je Clarkson z Jazzi znova podpisal štiriletno pogodbo v vrednosti 52 milijonov dolarjev.
15. februarja 2021 je Clarkson z zmago nad Philadelphio 76ers z rezultatom 134–123 postavil rekord sezone z 40 točkami. Sezono 2020–2021 je zaključil z povprečjem kariere 18,4 točk na tekmo ter vodil ligo NBA s 203 uspešnimi meti za tri točke s klopi. Prejel je nagrado NBA za šestega igralca leta pred soigralcem pri Jazzu, Joejem Inglesom, ki je bil drugi. Clarkson je bil prvi igralec Utah Jazz-a, ki je osvojil to nagrado.
28. oktobra 2021 sta Clarkson in Jalen Green postala prva dva igralca filipinskega porekla, ki sta igrala na isti tekmi lige NBA pravočasno za praznovanje Noči filipinske dediščine Houston Rockets.
12. marca 2022 je Clarkson zmagal proti Sacramento Kings s 134–125 in dosegel rekord kariere z 45 točkami, pri metu 15 od 21 iz igre.
Clarkson je 15. decembra 2022 vodil Jazze do zmage s 132–129 po podaljšku nad New Orleans Pelicans z doseženimi 39 točkami in 8 skoki. 14. januarja 2023 pa je med porazom proti Philadelphia 76ers s 118–117 dosegel 38 točk ter zbral 9 skokov.
Clarkson je 7. julija 2023 podpisal podaljšanje pogodbe z Jazzi.

## Reprezentančna kariera
Že leta 2011 so potekali pogovori, ali naj Clarkson zaigra za filipinsko reprezentanco, imenovano tudi Gilas. Kljub temu Clarkson ni izpolnjeval pogojev FIBA za filipinskega državljana, saj je filipinski potni list pridobil po dopolnjenem 16. letu. Kljub temu pa je upravičen igrati kot "naturalizirani" igralec.
Clarkson je avgusta 2015 obiskal Filipine na povabilo Mannyja Pangilinana, ki je bil takrat predsednik Samahang Basketbol ng Pilipinas (SBP), nacionalne košarkarske zveze Filipinov. Obiskal je trening Gilasa in izpolnjeval svoje obveznosti kot podpornik pametnih komunikacij. Pangilinan je bil tudi predsednik vodstva. V intervjuju je izvršni direktor SBP, Sonny Barrios, potrdil, da Clarkson že od svojega 12. leta ima filipinski potni list in ni potreboval naturalizacije, da bi zastopal Filipine na mednarodnih tekmovanjih. Kljub temu se Clarkson ni uvrstil v finale zaradi prekrivanja urnika z Los Angeles Lakers. Kljub njihovemu dovoljenju za igranje je kolektivna pogodba NBA zahtevala, da reprezentančna igra ne sme vplivati na obveznosti Lakersovih igralcev, ki so se morali javiti 28. septembra. Turnir pa je trajal do 3. oktobra. Clarkson je bil razočaran, ker ni mogel zastopati Filipinov na azijskem prvenstvu FIBA 2015. Sprva je bil v skupini 17 igralcev filipinske reprezentance za zadnji olimpijski kvalifikacijski turnir za OI v Riu 2016, vendar je bila zaradi časovnih omejitev in zapletenega postopka upravičenosti ekipa prisiljena izbrati Andraya Blatcheja kot naturaliziranega igralca zaradi potrebe po večji postavi.
Avgusta 2018 je NBA liga Clarkstonu dovolila igranje za filipinsko reprezentanco na azijskih igrah 2018, ki so potekale od 18. avgusta do 2. septembra 2018. To je bil izjemen dogodek, saj je bilo to prvič, da je Clarkson igral za Filipine. Njegova prva tekma z reprezentanco je bila proti Kitajski, kjer je zbral največ točk med vsemi igralci z 28, vendar je bil rezultat 82:80 v prid Kitajske. V drugi tekmi je Clarkson ponovno izstopal z 25 točkami, vendar ekipi ni uspelo premagati Koreje, kar je pomenilo padec iz stopničk. Kljub temu je Clarkson dosegel svojo prvo zmago z reprezentanco, premagal je Japonsko s 113:80, pri čemer je dosegel 22 točk, šest skokov in devet podaj. Turnir je končal s še eno zmago, ko je premagal Sirijo s 109–55 in dosegel 29 točk, s čimer so Filipinom priborili peto mesto, najboljše v zadnjih 16 letih.
Avgustu 2022 je SBP objavil, da je sprejel Clarksona kot naturaliziranega igralca za četrto okno azijskih kvalifikacij za svetovno prvenstvo 2023 in prihodnje turnirje FIBA. 25. avgusta 2022 je Clarkson debitiral na FIBA in dosegel 27 točk v porazu proti Libanonu v azijskih kvalifikacijah za svetovno prvenstvo FIBA.
Clarkson je bil med 21 igralci, ki so bili izbrani za svetovno prvenstvo FIBA 2023. Nazadnje je bil vključen med končno postavo 12 igralcev kot naravnan član ekipe.  Na koncu svetovnega prvenstva v košarki leta 2023 je za Filipine odigral 5 tekem, v katerih je povprečno dosegel 26,0 točk, 4,6 skoka, 5,2 podaje, 1,2 ukradene žoge in 0,2 blokade v 36 minutah igre.

## Nagrade in priznanja

### Srednja šola
- Prva ekipa All-District 27-5A (2009–2010)
- Prva reprezentanca vse regije (2009–2010)
- Super ekipa San Antonio Express News (2009–2010)
- Prva ekipa All-State s strani Teksaškega združenja košarkarskih trenerjev (2009)
- WOAI-TV igralec leta za območje San Antonia (2009)
- Srednješolski igralec leta San Antonio (2010)
- Vseameriški finalist McDonald'sa (2010)
- Faith Seven Game MVP (2010)

### Fakulteta
- C-USA All-Freshman Team (2011)
- Prva ekipa All-C-ZDA (2012)
- Druga ekipa All-SEC (2014)

### NBA
- Prva ekipa NBA All-Rookie (2015)
- Novinec meseca (marec 2015)
- Udeleženec Rising Stars Challenge (2016)
- Nagrada za šestega igralca leta lige NBA (2021)
- NBA All-Star Weekend Skills Challenge zmagovalec (2023)

## Osebno življenje
Clarkson ima dvojno državljanstvo Filipinov in ZDA. Njegovo filipinsko državljanstvo je po poreklu prednikov. Od leta 2022 je v zvezi z ameriško kantavtorico Maggie Lindemann . Ima hčerko in živi v San Antoniu v Teksasu.